# John Horgan

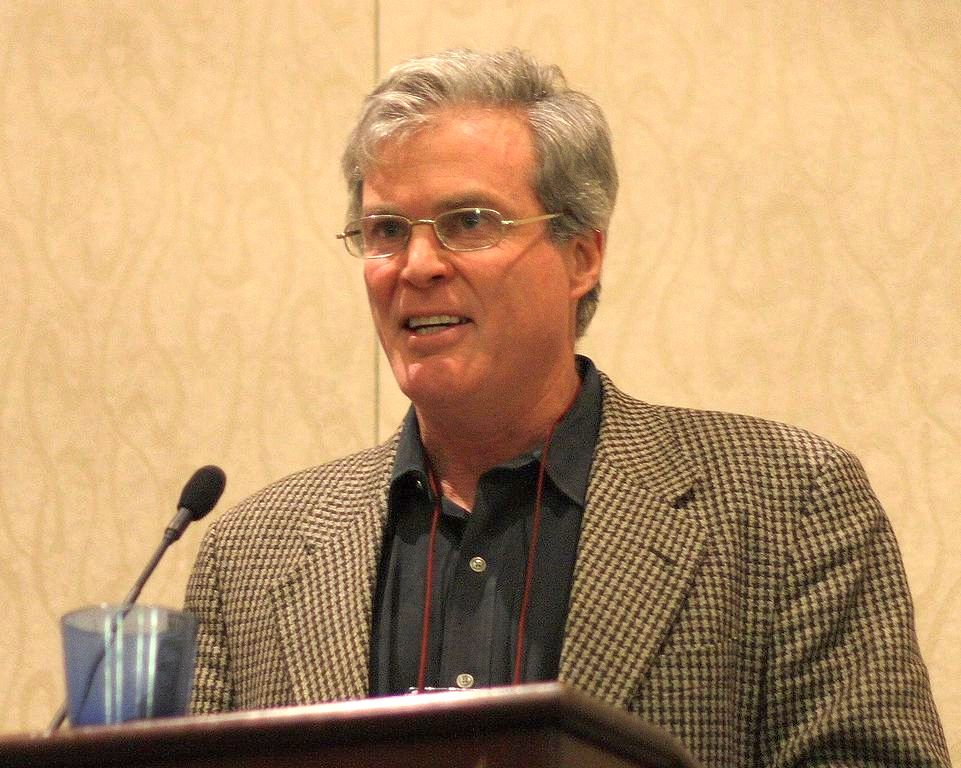
John Horgan, 2007

John Horgan (New York, 23 juni 1953) is een vooraanstaand Amerikaans wetenschapsjournalist, publicist en schrijver van enkele sceptische boeken over de wetenschap.

## Leven en werk
Horgan is de zoon van een zakenman en een van oorsprong Nederlandse moeder. Hij studeerde Engels en natuurwetenschappen aan de Columbia-universiteit. Begin jaren tachtig legde hij zich toe op de journalistiek. Hij ging werken voor vooraanstaande bladen als Scientific American, The New York Times, Time, Newsweek en IEEE Spectrum. In zijn geschriften houdt hij zich vooral bezig met de grenzen der wetenschap. Wat dat betreft staat hij bekend als scepticus en als zodanig heeft hij grote invloed op het wetenschappelijke klimaat in Amerika. Natuurkundige en Nobelprijswinnaar Philip Anderson bezigde in dat verband in 1999 zelfs de term ‘Horganisme’. Het tijdschrift Forbes rekende hem in 1994 tot de invloedrijkste journalisten in de Verenigde Staten.
Horgan maakte vooral naam met een tweetal ook in het Nederlands vertaalde boeken uit de jaren negentig. In The End of Science (1996, Het einde van de wetenschap) verdedigt hij de stelling dat er in de toekomst weinig nieuws meer van de wetenschap te verwachten is: grote, alomvattende theorieën als de evolutietheorie, de relativiteitstheorie, de kwantummechanica, de bigbangtheorie, desoxyribonucleïnezuur enzovoort, zijn vrijwel voltooid, en geven dikwijls zelf al aan dat de grens van ons kennen bereikt is. In de toekomst zullen vooral nog verfijningen plaatsvinden.
In 1999 verscheen Horgans eveneens spraakmakende The Undiscovered Mind: How the Human Brain Defies Replication, Medication and Explanation (Nederlands: Freud is niet dood). In dit boek rekent hij af met de gedachte dat we het mysterie van de menselijke geest ooit volledig zullen kunnen ontraadselen. Sinds Socrates zijn we volgens Horgan eigenlijk nog geen stap verder gekomen. De beperkingen van de wetenschappelijke benadering van de menselijke geest worden geïllustreerd aan de hand van thema's als de achtergrond van psychische problemen, de werking van psychofarmaca, erfelijkheid van persoonskenmerken en intelligentie, psychoanalyse en andere vormen van psychotherapie, artificiële intelligentie en de evolutie van het menselijk brein. Steeds blijkt de wetenschappelijke benadering van het menselijk brein te beperkt om aan haar complexiteit recht te kunnen doen. De vraag wat ons tot mensen maakt is nog even wetenschapsbestendig als altijd, aldus Horgan.
In 2005 werd Horgan directeur van het ‘Center for Science Writings’ (CSW) in Hoboken. Hij verschijnt regelmatig op de Amerikaanse televisie bij de bespreking van wetenschappelijke thema’s. Hij is een prominent medewerker van de website ‘Bloggingheads.tv’, waar vooraanstaande wetenschappers regelmatig door middel van bloggen met elkaar in discussie gaan.

### Boeken
- (1996) The End of Science: Facing the Limits of Science in the Twilight of the Scientific Age. New York: Broadway Books. (Nederlandse vertaling: Het einde van de wetenschap; over de grenzen van onze wetenschap; Ambo, 1997)
- (1999) The Undiscovered Mind: How the Human Brain Defies Replication, Medication and Explanation. New York: Touchstone. (Nederlandse vertaling: Freud is niet dood; het blijvend raadsel van het menselijk brein; Ambo, 2000)
- (2002)  Where Was God on September 11? A Scientist Asks a Ground Zero Pastor. With Reverend Frank Greer. San Francisco: Browntrout Publishers.
- (2003) Rational Mysticism: Dispatches from the Border Between Science and Spirituality. New York: Houghton Mifflin.
- (2012) The End of War. San Francisco: McSweeney's.
- (2018) Mind-Body Problems: Science, Subjectivity & Who We Really Are (Free online book)
- (2020) Pay Attention: Sex, Death, and Science. Terra Nova Press.
- (2023) My Quantum Experiment (Free online book)

### Artikelen
- Horgan J. (October 1990) Universal Truths (Trends in Cosmology). Scientific American, Vol. 263, No. 4, pp. 108–117. pdf
- Horgan J. (February 1991) In the Beginning... (Trends in Evolution). Scientific American, Vol. 264, No. 2, pp. 116–125. pdf
- Horgan J. (May 1991) Reluctant Revolutionary (Profile: Thomas S. Kuhn unleashed "paradigm" on the world). Scientific American, Vol. 264, No. 5, pp. 40, 49. https://www.jstor.org/stable/24936900
- Horgan J. (June 1991) Questioning the "It from Bit" (Profile: Physicist John A. Wheeler). Scientific American, Vol. 264, No. 6, pp. 36, 38. https://www.jstor.org/stable/24936938
- Horgan J. (February 1992) The Mephistopheles of Neurobiology (Profile: Francis H. C. Crick). Scientific American, Vol. 266, No. 2, pp. 32–35. https://www.jstor.org/stable/24938937
- Horgan J. (March 1992) The Lonely Odysseus of Particle Physics (Profile: Murray Gell-Mann). Scientific American, Vol. 266, No. 3, pp. 30–32. https://www.jstor.org/stable/24938978
- Horgan J. (July 1992) Quantum Philosophy (Trends in Physics). Scientific American, Vol. 267, No. 1, pp. 94–104. pdf
- Horgan J. (October 1993) The Death of Proof (Trends in Mathematics). Scientific American, Vol. 269, No. 4, pp. 92–103. pdf
- Horgan J. (February 1994) Particle Metaphysics (Trends in Physics). Scientific American, Vol. 270, No. 2, pp. 96–106. pdf
- Horgan J. (September 2006) The Final Frontier: Are We Reaching the Limits of Science? Discover https://www.discovermagazine.com/the-sciences/the-final-frontier-are-we-reaching-the-limits-of-science
- Horgan J. (June 2008) The Consciousness Conundrum. IEEE Spectrum. https://spectrum.ieee.org/the-consciousness-conundrum
- Horgan J. (April 2021) Will Quantum Computing Ever Live Up to Its Hype? Scientific American. https://www.scientificamerican.com/article/will-quantum-computing-ever-live-up-to-its-hype/